# In turbato mare irato
In turbato mare irato, RV 627, és un motet compost per Antonio Vivaldi a partir d'un text anònim en llatí. Està escrit en la tonalitat de sol major i dins l'habitual estil líric italià del barroc. Com en els motets introductoris, peces que precedien algunes grans obres de Vivaldi, els textos no són litúrgics, sinó versions lliures en llatí d'autor desconegut.

## Estructura i anàlisi musical
Denis Arnold va proposar la frase "concert per a veu" per descriure aquests motets de Vivaldi. El manuscrit es troba a la Sächsische Landesbibliothek de Dresden (Mus. 2389-E-2); en el títol apareix la indicació «Motetto a Canto solo e strumenti del Vivaldi». Durant la dècada del 1720 Vivaldi va veure enfortits els llaços amb la Cort de Dresden. El 1728 Johann Georg Pisendel, fidel defensor i antic alumne del compositor, es va fer càrrec de la direcció de l'Orquestra de la Cort. El 1730, arribaren a Dresden set cantants que estudiaren durant sis anys a Venècia, subvencionats per la cort; dos d'ells, van estar com a interns a l'Ospedale della Pietà.
L'obra, en la tonalitat de sol major, té una estructura en quatre moviments i amb les següents característiques musicals:
| Moviment              | Instrumentació        | Forma     | Tempo       | Tonalitat |
| --------------------- | --------------------- | --------- | ----------- | --------- |
| 1. «In turbato»       | soprano, corda i b.c. | ària      | allegro     | sol major |
| 2. «Splende serena»   | soprano i b.c.        | recitatiu | (recitatiu) | ...       |
| 3. «Resplende, bella» | soprano, corda i b.c. | ària      | larghetto   | la menor  |
| 4. «Alleluia»         | soprano, corda i b.c. | ària      | allegro     | sol major |

Una de les característiques destacades de la primera ària és la utilització d'un compàs diferent i un ritme més lent en la secció central ("B"). Aquest contrast musical més marcat es genera per la diferència d'atmosfera entre les seccions "A" i "B" del text. L'"Al·leluia" final, per la seva banda, mostra la inventiva rítmica i harmònica de Vivaldi, fins i tot quan la textura es redueix a només dues parts "reals".

## Text
El text d'aquest motet utilitza la metàfora clàssica en l'òpera barroca, i posa en escena un vaixell navegant per un mar afalagador i que el seu timoner aconsegueix portar sense prendre mal, en aquest cas, amb l'ajuda de la Stella Maris, la Mare de Déu. El text és el següent:
| 1. Ària. In turbato mare irato naufragatur alma pax. Cito splende, ah splende, o cara, in procella tam amara, suspirata coeli fax. | 2. Recitatiu. Splende serena, o lux amata, nam mersa in mille poenis languet anima mea. Stricta mille catenis in pelago voraci iam submersa spirat, sed contemplando te laeta respirat. | 3. Ària. Resplende, bella, divina stella, et non timebo mortis horrores tam cara face gaudendo in pace, cari fulgores. | 4. Alleluia. |